# Urosporella americana
Urosporella americana är en svampart som beskrevs av G.F. Atk. 1897. Urosporella americana ingår i släktet Urosporella, ordningen kolkärnsvampar, klassen Sordariomycetes, divisionen sporsäcksvampar och riket svampar.   Inga underarter finns listade i Catalogue of Life.